# Supercopa de Ecuador
La Supercopa de Ecuador, denominada con su nombre comercial Supercopa Ecuador Ecuabet DirecTV, es una competición oficial de fútbol, organizada por la Federación Ecuatoriana de Fútbol, que enfrenta al campeón de la Serie A de Ecuador y al campeón de la Copa Ecuador. Si un equipo es campeón de los dos torneos, entonces el partido lo disputan el campeón de los dos torneos y el subcampeón de la Copa Ecuador.

## Historia

### Antecedente
En 1969 se jugó un torneo con el nombre de Copa de Campeones del Ecuador, o Supercopa Ecuatoriana, organizado por la AEF (hoy FEF). Este fue un cuadrangular que disputaron los campeones de todas las ediciones de Serie A de Ecuador hasta 1968, excepto Barcelona que se abstuvo de competir. El ganador del torneo fue el Everest tras vencer a El Nacional en la última fecha.

### Inicios
En 2018 se creó la Liga Profesional de Fútbol del Ecuador, siendo esta la que se encarga de organizar los torneos de Serie A y Serie B desde 2019. Esto ocasionaría que la Federación Ecuatoriana de Fútbol (FEF) y las asociaciones provinciales generen menos recursos económicos, por lo que el directorio de la FEF aprobó la creación de la Copa Ecuador que se disputa desde 2018 entre los clubes de Serie A, Serie B, Segunda Categoría y Fútbol Amateur. Debido a la existencia de las dos competiciones, el directorio de la FEF decidió el 4 de julio de 2019 que a partir de 2020 se disputará la Supercopa de Ecuador entre los campeones de dichos torneos.

## Sistema de competición

### Participantes
La Supercopa de Ecuador es disputada entre el campeón de la Serie A de Ecuador y el campeón de la Copa Ecuador. Si un equipo es campeón de los dos torneos, entonces el partido lo disputan el campeón de los dos torneos y el subcampeón de la Copa Ecuador.
Para la edición del 2021, debido a la cancelación de la Copa Ecuador 2020 por la pandemia de covid-19, se decidió emplear un nuevo formato, siendo de igual manera un torneo oficial, de eliminación directa a modo Final Four, en el cual se invitaron al campeón de la última LigaPro Serie A, el campeón de la última Copa y la última Supercopa, el campeón de la Copa Sudamericana 2019 y al último tricampeón de la Serie A de Ecuador.

## Palmarés

### Cuadro de honor
| Temp.     | Campeón                 | Resultado            | Subcampeón           | Sede                                                                            | Clubes               |
| --------- | ----------------------- | -------------------- | -------------------- | ------------------------------------------------------------------------------- | -------------------- |
| 1969      | Everest                 | Pts.                 | Emelec               | Estadio Capwell, Guayaquil                                                      | 4                    |
| 1970-2019 | Torneo descontinuado    | Torneo descontinuado | Torneo descontinuado | Torneo descontinuado                                                            | Torneo descontinuado |
| 2020      | Liga de Quito           | 1-1 (5-4 pen.)       | Delfín               | Estadio Christian Benítez, Guayaquil                                            | 2                    |
| 2021      | Liga de Quito           | 1-0                  | Barcelona            | Estadio Banco Guayaquil, Quito                                                  | 6                    |
| 2022      | Torneo no disputado     | Torneo no disputado  | Torneo no disputado  | Torneo no disputado                                                             | Torneo no disputado  |
| 2023      | Independiente del Valle | 3-0                  | Aucas                | Estadio La Cocha, [[Archivo:\|20x20px\|border\|Bandera de Latacunga]] Latacunga | 2                    |
| 2024      | Torneo no disputado     | Torneo no disputado  | Torneo no disputado  | Torneo no disputado                                                             | Torneo no disputado  |
| 2025      | Liga de Quito           | 0-0 (5-4 pen.)       | El Nacional          | Estadio Gonzalo Pozo Ripalda, Quito                                             | 2                    |

### Estadísticas por equipo
| Equipo                  | Títulos | Subcampeonatos | Temporadas campeón | Temporadas subcampeón |
| ----------------------- | ------- | -------------- | ------------------ | --------------------- |
| Liga de Quito           | 3       |                | 2020, 2021, 2025   |                       |
| Everest                 | 1       |                | 1969               |                       |
| Independiente del Valle | 1       |                | 2023               |                       |
| Emelec                  |         | 1              |                    | 1969                  |
| Delfín                  |         | 1              |                    | 2020                  |
| Barcelona               |         | 1              |                    | 2021                  |
| Aucas                   |         | 1              |                    | 2023                  |
| El Nacional             |         | 1              |                    | 2025                  |

### Estadísticas por provincia
| Provincia |   | Títulos                                       |   | Subcampeonatos            |
| --------- | - | --------------------------------------------- | - | ------------------------- |
| Pichincha | 4 | Liga de Quito (3) Independiente del Valle (1) | 2 | Aucas (1) El Nacional (1) |
| Guayas    | 1 | Everest (1)                                   | 2 | Emelec (1) Barcelona (1)  |
| Manabí    |   |                                               | 1 | Delfín (1)                |

### Estadísticas por competición
| Torneo               | Títulos | Subcampeonatos |
| -------------------- | ------- | -------------- |
| Serie A de Ecuador   | 2       | 4              |
| Copa Ecuador         | 2       | 1              |
| Supercopa de Ecuador | 1       | 0              |